# Otto Hofer
Otto Josef Hofer (ur. 28 czerwca 1944) – szwajcarski jeździec sportowy. Trzykrotny medalista olimpijski.
Sukcesy odnosił w dresażu. Brał udział w trzech igrzyskach (IO 84, IO 88, IO 92), dwa razy zdobywał medale. W 1984 był trzeci w konkursie indywidualnym i drugi w drużynie. Startował na koniu Limandus, a szwajcarską drużynę poza nim tworzyli Christine Stückelberger i Amy-Cathérine de Bary. Cztery lata później zdobył srebro w drużynie, tym razem na koniu Andiamo, a tworzyli ją poza nim Stückelberger, Daniel Ramseier oraz Samuel Schatzmann. Był srebrnym medalistą mistrzostw Europy w konkursie indywidualnym w 1985 oraz drużynowym w 1987. Zdobywał również brązowe medale (1983 i 1989).